# Rocky Mountain suite (Cold nights in Canada)
Rocky Mountain suite (Cold nights in Canada) is een lied van John Denver. Het is een eigen nummer van zijn elpee Farewell Andromeda (1973). Hij droeg het op aan de bergsporter en natuurfilmer Tommy Tompkins. Het nummer verscheen later ook op verzamelalbums, zoals An evening with John Denver (1975), Earth songs (1990) en The John Denver collection (1995).
Het nummer is gesitueerd in Jasper, in de Rocky Mountains in de Canadese staat Alberta. Het lied is een lofzang op de mensen die daar wonen en over de manier waarop ze leven.

## Piet Veerman & The New Cats
Toen The Cats in 1980 voor de tweede maal uit elkaar waren gegaan, bracht de leadzanger Piet Veerman het nummer uit op een single als Rocky Mountain sweet. De single werd opgenomen in de studio van Arnold Mühren en werd geproduceerd door Gerard Stellaard. Ondanks de gewijzigde titel bleef de tekst ongeveer gelijk. Veerman bracht het uit als Piet Veerman & The New Cats. De single kende geen notering in de hitlijsten.
Het nummer kwam een aantal jaren eerder al voor op Veermans debuutalbum Rollin' on a river (1976) en vervolgens in het jaar van zijn single nog eens op zijn album Back to you (1980).